# Enigmavasum enigmaticum
Enigmavasum enigmaticum is een slakkensoort uit de familie van de Turbinellidae. De wetenschappelijke naam van de soort is voor het eerst geldig gepubliceerd in 2005 door Poppe & Tagaro.